# Sherrod Brown
Sherrod Campbell Brown (* 9. listopadu 1952, Mansfield, Ohio, Spojené státy americké) je demokratický politik, v letech 2007 až 2025 senátor Spojených států za unijní stát Ohio.
Titul bakaláře získal na Yaleově universitě v roce 1974, dál studoval na Ohijské státní univerzitě. V politice se nejprve stal zástupcem lidu v na úrovni státu Ohio, kde zpočátku působil v letech 1974–1982 jako řadový poslanec. Senátorem byl zvolen v roce 2006, v letech 2012 a 2018 pak mandát obhájil, ale v roce 2024 jej ve volbách porazil Republikán Bernie Moreno.
Civilním zaměstnáním je učitel a vyznáním luterán.